# ان‌جی‌سی ۵۰۱۸
ان‌جی‌سی ۵۰۱۸ (انگلیسی: NGC 5018) یک کهکشان بیضوی است که در صورت فلکی سنبله جای دارد. کهکشان NGC 5018 در سال ۱۷۸۸ توسط ویلیام هرشل کشف شد.